# 't Watermeuleke
't Watermeuleke is een voormalige watermolen in de Oost-Vlaamse plaats Herzele, gelegen aan Evendael 51.
Deze bovenslagmolen op de Molenbeek-Ter Erpenbeek fungeerde als oliemolen en later als korenmolen. De molen bevindt zich op 400 meter stroomopwaarts van de Watermolen 's-Heerenmeersen.

## Geschiedenis
Al in 1571 werd melding gemaakt van een watermolen op deze plaats. In 1900 werd het houten rad door een metalen exemplaar vervangen.
In de jaren '50 van de 20e eeuw kwam een einde aan het molenbedrijf. In 1964 werd het molenhuis gesloopt.
Enkele muurresten en het metalen rad bleven gespaard en fungeren als tuinornament.
- Inventaris van het Bouwkundig Erfgoed (Vlaanderen): 8923